# 擬雙帶似天竺魚
擬雙帶天竺鯛，為輻鰭魚綱鈎頭魚目天竺鯛科的其中一個種。

## 分布
本魚分布於印度西太平洋區，以色列、阿曼、約旦、中國、香港、臺灣、菲律賓、印尼、馬來西亞、日本、新幾內亞等海域。

## 特徵
本魚體延長而側扁，眼大，口大略下位，頜齒細小，鋤骨和腭骨通常具齒，舌上無齒，前鰓蓋骨邊緣光滑，鰓蓋骨後緣棘不發達，體被弱櫛鱗，體呈紅褐色，體側具兩條黑色橫紋，側線明顯，尾柄處具一黑色斑點，背鰭、臀鰭、腹鰭的硬棘部具黑色邊緣，胸鰭基底黑色，體長可達14公分。

## 生態
本魚棲息於礁石區，白天躲藏洞穴中，夜間出來覓食，屬肉食性。繁殖期時，雄魚具有口孵習性，卵約7日化成仔魚，由雄魚吐出，具短暫的仔魚飄浮期。

## 經濟利用
不具經濟價值。